# Cedric Yarbrough
Pour les articles homonymes, voir Yarbrough.
Cedric Yarbrough est un acteur américain, né le 20 mars 1973 à Burnsville (Minnesota).
Cedric Yarbrough a commencé sa carrière dans la série télévisée Reno 911, n'appelez pas ! dans le rôle du Shériff-Adjoint Sven Jones. Il est aussi la voix de Tom Dubois et du Colonel H. Stinkmeaner dans The Boondocks. Il est aussi la voix de Firestorm dans le film d'animation Justice League: Crisis on Two Earths.

## Filmographie
- 2000 : Mulligan : King
- 2004 : Broken : Doctor Tom
- 2004 : Mon beau-père, mes parents et moi (Meet the Fockers) : Prison Guard
- 2005 : 40 ans, toujours puceau (The 40 Year Old Virgin) : Dad at Health Clinic
- 2005 : Bald : Professor Bernie
- 2008 : Drillbit Taylor, garde du corps (Drillbit Taylor) : Bernie
- 2008 : Tout... sauf en famille (Four Christmases) : Stan
- 2010 : Chuck : Neil
- 2015 : Crazy ex girlfriend : Calvin
- 2016 : The Boss de Ben Falcone : Tito
- 2016 - 2019 : Speechless : Kenneth (63 épisodes)
- 2016 : Amateur Night de Lisa Addario et Joe Syracuse : Zoley
- 2017 : Vegas Academy: Coup de poker pour la fac (The House) d'Andrew Jay Cohen : Reggie Henderson
- 2024 : Unfrosted : L'épopée de la Pop-Tart (Unfrosted) de Jerry Seinfeld : Toucan Sam
- 2024 : Batman, le justicier masqué : Rupert Thorne, Waylon Jones / Killer Croc, Papa Midnite (voix originale)
- 2024 : Juré n°2 (Juror No. 2) de Clint Eastwood : Marcus King